# محمود أبو الليل

## نشأته
ولد المستشار محمود أبو الليل راشد في مدينة المنيا بصعيد مصر في 24 ديسمبر 1935.
كان والده أبو الليل راشد عضوا بنقابة الصحافة المصرية العامة ومن أشهر المشتغلين بالصحافة في الوجه القبلي. وأصدر جريدة المنيا ورأس تحريرها وهي أول جريدة سياسية تصدر في الصعيد. أمه هي الشريفة فاطمة محمد السطوحي والذي تمتد جذورها لأحد أولياء الله الصالحين العارف بالله سيدي الشيخ علي السطوحي صاحب المقام المشهور بالمنيا والذي تقام الاحتفالات له كل عام.
له ثلاثة أخوة هم محمد رؤوف، حمدية، إقبال.

## دراسته
التحق بروضة الأطفال الملحقة بمدرسة البنات الابتدائية في المنيا من عام 1940 إلى 1943.
ثم أمضى مرحلة الدراسة الابتدائية في مدرسة الأمير عمر طوسون وحصل على الشهادة الابتدائية في عام 1947. ثم حصل على الشهادة التوجيهية (الثانوية العامة) من مدرسة الإبراهيمية في عام 1954. والتحق بعدها بكلية الحقوق بجامعة القاهرة.
وقع العدوان الثلاثي على مصر أثناء دراسته الجامعية، فتطوع في الجيش. ثم تخرج في كلية الحقوق سنة 1958.

## حياته العملية

### السلك القضائي
تدرج المستشار محمود أبو الليل في عدة مناصب قضائية، إلى أن تم تعيينه رئيساً لمحكمة الاستئناف ثم محافظا لكفر الشيخ ثم الجيزة ثم وزيرا للعدل.
في 21 أكتوبر 1958 صدر قرار وزاري بتعيينه معاوناً للنيابة العامة وتحدد يوم 22 أكتوبر 1958 موعداً لحلف اليمين القانونية. وأدى اليمين القانونية كمعاون للنيابة العامة أمام السيد أحمد حسني وزير العدل آنذاك وهو بملابس القوات المسلحة.
عمل أولا كمعاون عام في في نيابة مصر القديمة ثم نقل إلى نيابة السيدة زينب في أكتوبر 1960 ثم إلى نيابة جنوب القاهرة حيث عمل وكيلاً لنيابة الحوادث في قسمي السيدة زينب ومصر القديمة.
في أكتوبر 1963 نقل في الحركة القضائية إلى محافظة الشرقية بنيابة الزقازيق الكلية ثم نقل في الحركة القضائية التالية في أول أكتوبر 1965 إلى نيابة فاقوس.

### من القضاء إلى الحكم المحلي ثم إلى القضاء مرة أخرى
في 11 يوينو 1968 أصدر الرئيس جمال عبد الناصر القرار الجمهوري رقم 799 بتعينه رئيساً لمجلس مدينة منيا القمح ندباً من وزارة العدل وذلك ضمن 139 رئيساً لمجالس المدن والأحياء.
ثم شغل العديد من المواقع في مجال الحكم المحلي ما بين محافظة الشرقية ومحافظة الجيزة إلى أن ترك الحكم المحلي في عام 1979 وعاد إلى السلك القضائي ليعمل بمحكمة الاستئناف ثم محكمة جنوب القاهرة
وفي أكتوبر عام 1989 عين رئيسا لمحكمة الاستئناف ثم انتدب للعمل كرئيس لمحكمة الجيزة الابتدائية في عام 1992

### محافظا
في 15 يناير 1996 صدر قرارا جمهوريا بتعيينه محافظاً لكفر الشيخ " ضمن ثماني محافظين جدد وظل محافظا لكفر الشيخ حى عُيِّن محافظاً للجيزة في عام 1999. في خلال سنوات عمله كمحافظ، كان أبو الليل حريصا على دعم مشروعات تحسين البنية الأساسية والخدمات الهامة وتطوير المناطق الصناعية علاوة على تشجيع فرص الاستثمار. كما كان لإلقائه الضوء على أهمية منطقة الواحات البحرية تأثير على قرار رئاسة الجمهورية بتخصيص 20 ألف فدان للتطوير الزراعي والصناعي والسياحي بالمنطقة بما يناسب الاعتبارات البيئية للمنطقة.

### وزيرا للعدل
تم اختياره لشغل منصب وزير العدل المصري من 15 يوليو 2004 في الحكومة الأولى لرئيس الوزراء السابق أحمد نظيف خلفاً للمستشار فاروق سيف النصر حتى استقال من منصبه في في 27 أغسطس 2006 فخلفه المستشار ممدوح مرعي.
شهدت الفترة القصيرة التي تولّى فيها منصب وزير العدل العديد من التغييرات الدستورية والقانونية، فخلالها تم تعديل نص المادة 76 من الدستور وهي المادة الخاصة بشروط الترشح لإنتخابات رئاسة الجمهورية، كما أجريت خلالها أول انتخابات رئاسية بين أكثر من مرشح في تاريخ مصر. علاوة على تعديل 8 قوانين سياسية. كما أعلن نتيجة المرجلة الأولى من الانتخابات البرلمانية التي جرت في عام 2005 فور فرز الأصوات دون مراجعتها مع قيادات الحزب الوطني، وكانت أول انتخابات يتم استخدام الصناديق الزجاجية فيها وحصلت فيها التيارات المعارضة للحزب الوطني على عدد كبير من المقاعد.
كان من نتائج هذه المرحلة أن وقعت أزمة مع النظام وفرض عليه توقيع قرار بإحالة اثنين من نواب رئيس محكمة النقض وهما المستشار هشام البسطويسي والمستشار محمود مكي للمحكمة التأديبية.

### استقالته
بعد قرار الإحالة تعرض المستشار هشام البسطويسي للمرض، فقام بزيارته في المستشفى معربا عن أسفه على ما حدث وتضامنه معه فاحتضن البسطويسي وقبّل رأسه، في وجود مصور صحفي قام بنشر الصورة في الصحف مما أثار استياء القيادة السياسية. أعقب ذلك تعرضه لعدة مضايقات وتدخلات في تفاصيل عمله فتقدم باستقالته وقبلت بعد أن قدمها بعشرة أيام، فكان أول وزير يتقدم بمثل هذه الاستقالة.
على الرغم من هذا الموقف، وفي سابقة لم تحدث من قبل، تم تكريم المستشار محمود أبو الليل بمنحه وسام الجمهورية عقب استقالته.
في 28 فبراير 2011 صرح المستشار محمود أبو الليل في حديث مع صحيفة الشروق المصرية أنه أصدر قراره بإحالة القاضيين هشام البسطويسي ومحمود مكي أثناء ما عرف بمجزرة القضاة الثانية في 2006، بناء على أوامر مباشرة من الرئيس السابق حسني مبارك، وأنه كان متعاطفا بصفة شخصية مع القاضيين لكنه أُجبر على هذا القرار.

## أسرته
تزوج المستشار محمود أبو الليل من السيدة نادية عبد العزيز. وله ثلاثة أبناء:
1. مي محمود أبو الليل - خريجة كلية الإعلام بجامعة القاهرة
2. مها محمود أبو الليل - خريجة كلية الآداب قسم لغة إنجليزية بجامعة القاهرة
3. محمد محمود أبو الليل - خريج كلية الطب - القصر العيني

## وفاته
في مساء الثلاثاء 27 سبتمبر 2011، توفي المستشار محمود أبو الليل في إحدى مستشفيات العاصمة البريطانية لندن إثـر مضاعفات أصابته عقب عملية جراحية في القلب كان قد أجراها في يوم الجمعة 23 سبتمبر 2011 .
جيء بجثمانه إلى القاهرة وشيعت جنازته من مسجد مصطفى محمود في يوم الخميس 29 سبتمبر 2011 ودفن بمقابر الأسرة بمدينة السادس من أكتوبر .